# 蒂阿普姆省
5°8′N 3°1′W / 5.133°N 3.017°W

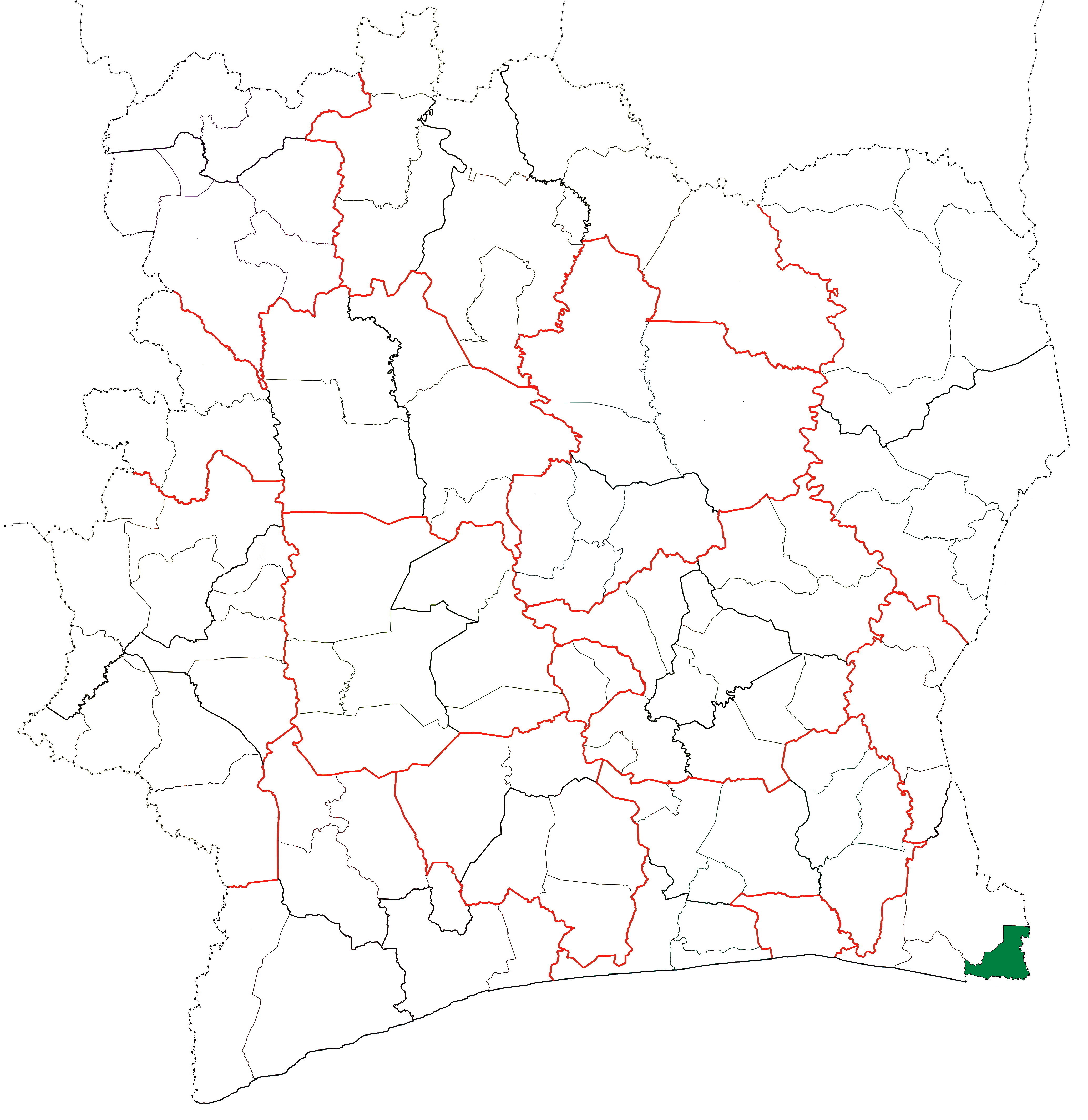

蒂阿普姆省（Tiapoum Department），是科特迪瓦的省份，位於該國東南部科莫埃區，由南科莫埃區負責管轄，成立於2008年，面積940平方公里，2014年人口72,158，人口密度每平方公里77人。